# Kępnica
Kępnica (deutsch Deutsch Kamitz, 1936–1945 Hermannstein O.S.) ist eine Ortschaft der Stadt- und Landgemeinde Nysa (Neisse) in Polen. Sie liegt im Powiat Nyski (Kreis Neisse) in der Woiwodschaft Oppeln.

## Geographie
Das Angerdorf Kępnica liegt im Südwesten der historischen Region Oberschlesien. Es liegt etwa zehn Kilometer südöstlich des Gemeindesitzes und der Kreisstadt Nysa und etwa 62 Kilometer südwestlich der Woiwodschaftshauptstadt Opole.
Kępnica liegt in der Nizina Śląska (Schlesische Tiefebene) innerhalb der Płaskowyż Głubczycki (Leobschützer Lößhügelland). Das Dorf liegt an der stillgelegten Bahnstrecke der ehemaligen Neisser Kreisbahn.
Nachbarorte von Kępnica sind im Nordwesten Hajduki Nyskie (Heidau) und im Osten Wierzbięcice (Oppersdorf).

## Geschichte

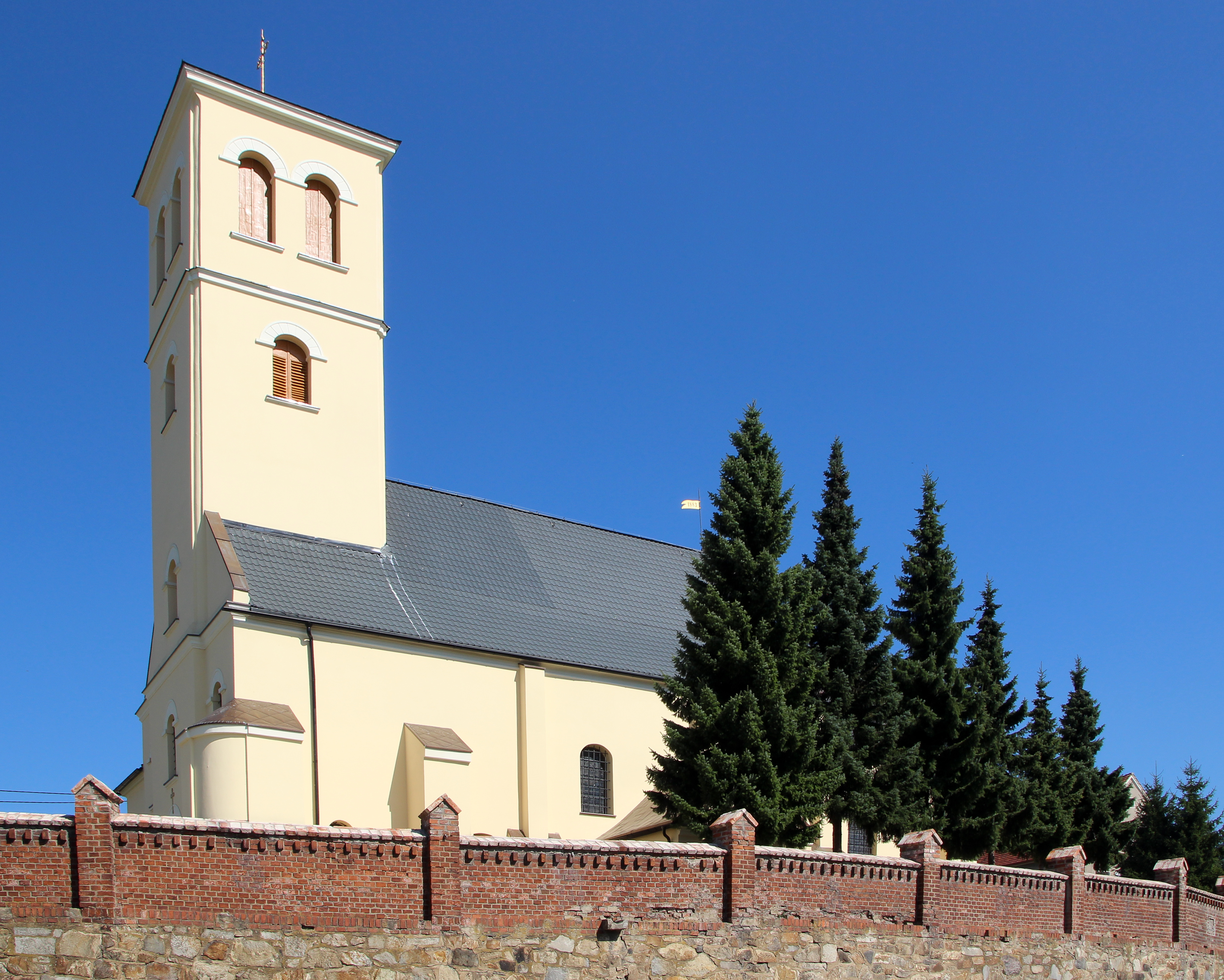
Mariä-Himmelfahrt-Kirche

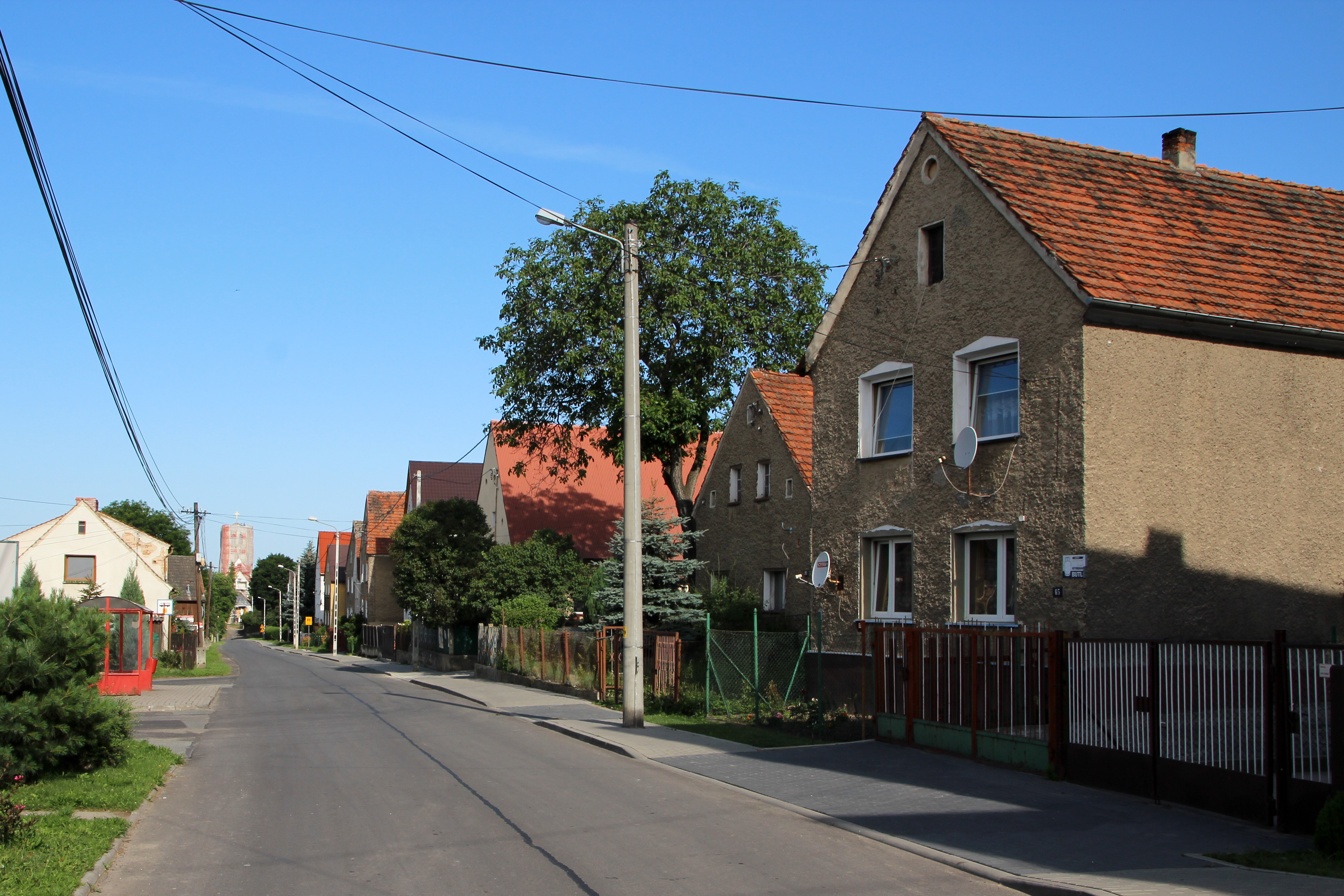
Dorfzentrum

Im Zehntregister des Bistums Breslau Liber fundationis episcopatus Vratislaviensis aus den Jahren 1295–1305 wird der Ort erstmals als „Kempnitz magnum“ erwähnt. 1344 erfolgte eine Erwähnung als Kemenicz.
Nach dem Ersten Schlesischen Krieg 1742 fiel Deutsch Kamitz mit dem größten Teil Schlesiens an Preußen.
Nach der Neuorganisation der Provinz Schlesien gehörte die Landgemeinde Deutsch Kamitz ab 1816 zum Landkreis Neisse im Regierungsbezirk Oppeln. 1845 bestanden im Dorf eine katholische Filialkirche, eine katholische Schule und 121 weitere Häuser. Im gleichen Jahr lebten in Deutsch Kamitz 761 Menschen, davon allesamt katholisch. 1855 lebten 793 Menschen im Ort. 1865 zählte der Ort eine Scholtisei, 36 Bauernhöfe, 13 Gärtner- und 48 Häuslerstellen. 1874 wurde der Amtsbezirk Deutsch Kamitz gegründet, welcher aus den Landgemeinden Deutsch Kamitz und Heidau sowie dem Gutsbezirk Deutsch Kamitz bestand. 1885 zählte Deutsch Kamitz 758 Einwohner.
1933 lebten in Deutsch Kamitz 660 Menschen. Am 18. August 1936 wurde der Ort im Zuge einer Welle von Ortsumbenennungen der NS-Zeit in Hermannstein O.S. umbenannt. 1939 zählte Hermannstein 655 Einwohner. Bis 1945 befand sich der Ort im Landkreis Neisse.
1945 kam der Ort unter polnische Verwaltung und wurde in Kępnica umbenannt, die deutsche Bevölkerung wurde – soweit sie nicht vorher geflohen war – vertrieben. 1950 kam Kępnica zur Woiwodschaft Oppeln. 1999 wurde es dem wiedergegründeten Powiat Nyski eingegliedert.

## Sehenswürdigkeiten
- Die römisch-katholische Mariä-Himmelfahrt-Kirche (polnisch Kościół Wniebowzięcia Najświętszej Marii Panny) wurde 1335 erstmals urkundlich erwähnt. Das ehemals spätromanische Gebäude wurde 1754 und 1883 umgebaut. Es steht seit 1950 unter Denkmalschutz.[8]
- Wegkapelle mit Marienstatue
- Wegkapelle mit Jesusstatue

## Vereine
- Fußballverein LZS Kępnica
- Freiwillige Feuerwehr OPS Kępnica